# Château Canon
Le château Canon, est un domaine viticole de 34 ha situé à Saint-Émilion en Gironde. En AOC saint-émilion grand cru, il est classé « premier grand cru classé B » dans les derniers classements des vins de Saint-Émilion de 2006, 2012 et 2022. Comme Château Rauzan-Ségla, il appartient à la famille Wertheimer.

## Histoire du domaine
Le domaine du Château Canon comprenant les façades et toitures du corps de logis, les façades et toitures de chais et des communs (à l'exclusion des parties modernes) et les maisons de bordiers, ainsi que les murets de clôture et les carrières, est inscrit au titre des monuments historiques par l'arrêté du 1er décembre 2015.

## Terroir
Le sol est argilo-calcaire situé sur un plateau. L'encépagement est à 75 % constitué de merlot, et 25 % de cabernet franc avec des vignes de 25 ans d'âge moyen plantées s'étendant sur 19 ha de production. Les rendements sont de 35 hl/ha. La taille effectuée est en guyot double.

## Vin
Canon produit un deuxième vin, « Croix Canon ».